# 境祐貴
境 祐貴（さかい ゆうき、1995年6月2日 - ）は、日本の放送作家、元アナウンサー。

## 来歴
兵庫県神戸市出身。大阪市立大学経済学部卒業。大学時代には生田教室に通っていた。
2018年4月に青森放送に入社。
2021年3月29日から放送されている1550ニュースレーダーWithで使用されていたサカイクンやぶらっくサカイなどのキャラクターは自身がモチーフとなっており、放送内で声を担当していた。
2023年5月までに担当していたレギュラー番組を全て降板し、6月末をもって青森放送を退社。退職後、神戸に帰郷し、放送作家として再デビューした。

## 現在の担当番組
- よんチャンTV（毎日放送） 構成[3]

## 過去の担当番組

### ラジオ
- 海の気象ニュース
- RABニュースレーダー
- 朝ワイ!ダッシュ - 月曜・火曜担当（2019年4月1日 - ）
- たそがれタイム445 （2019年4月1日 - ）
- RAB SPORTS WAVE （2019年4月6日 - ）
- 東奥日報ニュース

### テレビ
- ZIP!FRIDAY - 中継担当（2018年10月 - 2021年3月）
- 月曜情報便（2019年4月1日 - 2021年3月22日）
- 大好き、青森県。
- 東奥日報ニュース
- 1550ニュースレーダーWith（2021年3月29日 - ）、「サカイクン」「ぶらっくサカイ」の声担当）